# Franz Michel Willam
Franz Michel Willam (né le 14 juin 1894 à Schoppernau en Autriche et mort le 18 janvier 1981 à Andelsbuch) était un prêtre catholique, théologien et écrivain autrichien.

## Biographie
Franz Michel Willam a obtenu son diplôme en 1914 du Vinzentinum à Bressanone. Après des études complémentaires, il est ordonné prêtre en 1917. En plus d'être responsable de plusieurs aumôneries il poursuit ses études et obtient son doctorat en théologie à Vienne en 1921. Dans les années 1920, il a également commencé son travail littéraire.
À la demande de l'éditeur Herder, il a écrit La Vie de Jésus dans le pays et le peuple d'Israël. Cet ouvrage paru en 1933, a atteint dix nouvelles éditions jusqu'en 1960 et a été traduit en onze langues. En 1934, il devint aumônier à Andelsbuch, où il resta jusqu'à sa mort.
L'œuvre de Willam comprend 33 livres et 372 contributions, publiées dans 79 revues différentes. La Vie de Jésus dans le pays et le peuple d'Israël était son œuvre la plus importante. Le but de ce livre était de raconter sous forme narrative la vie et la personne de Jésus, à partir des évangiles, dont il a contribué au contenu par le biais de ses études de folklore. Le pape Benoît XVI mentionne Willam dans la préface de son livre de Jésus et le compte parmi les auteurs des « begeisternden Jesus-Büchern » des années 1930 et 1940.
Willam s'est également fait un nom en tant que chercheur sur John Henry Newman.
En 1965, Franz Michel Willam a reçu la médaille d'or d'honneur du conseiller honoraire provincial du Vorarlberg.

## La vie de Jésus dans le pays et le peuple d'Israël
"Les recherches préparatoires à ce travail ont failli me coûter la vie." C'est ainsi que Franz Michel Willam commence la préface de son principal livre, "La vie de Jésus dans le pays et le peuple d'Israël". Un commentaire chronologique de la vie du Christ, mais dont la particularité est de s'appuyer sur des chapitres historiques, géographiques, sociologiques, géopolitiques de la vie en Judée et en Galilée au début de notre ère.